# Ток-Чарлы
Ток-Чарлы́ (укр. Ток-Чарли, крымскотат. Toq Carlı, Токъ Джарлы) — исчезнувшее село в Раздольненском районе Республики Крым, располагавшееся на юге района, в степной части Крыма, примерно в 2 км южнее современного села Зимино.

### Динамика численности населения
- 1806 год — 40 чел.[5]
- 1900 год — 50 чел.[6]
- 1915 год — 32/5 чел.[7][8]
- 1926 год — 57 чел.[9]

## История
Первое документальное упоминание села встречается в Камеральном Описании Крыма… 1784 года, судя по которому, в последний период Крымского ханства Тох-карлы входил в Шейхелский кадылык Козловскаго каймаканства.
После присоединения Крыма к Российской империи (8) 19 апреля 1783 года, (8) 19 февраля 1784 года, именным указом Екатерины II сенату, на территории бывшего Крымского ханства была образована Таврическая область и деревня была приписана к Евпаторийскому уезду. После павловских реформ, с 1796 по 1802 год входила в Акмечетский уезд Новороссийской губернии. По новому административному делению, после создания 8 (20) октября 1802 года Таврической губернии, Ток-Тарлы был включён в состав Хоротокиятской волости Евпаторийского уезда.
По Ведомости о волостях и селениях, в Евпаторийском уезде с показанием числа дворов и душ… от 19 апреля 1806 года в деревне Ток-Тарлы числилось 9 дворов и 40 крымских татар. На военно-топографической карте генерал-майора Мухина 1817 года деревня Ток шариш обозначена с 11 дворами. После реформы волостного деления 1829 года Ток-Чорлы, согласно «Ведомости о казённых волостях Таврической губернии 1829 года» отнесли к Аксакал-Меркитской волости (переименованной из Хоротокиятской). На карте 1836 года в деревне 9 дворов, а на карте 1842 года Токчарлы обозначен условным знаком «малая деревня», то есть, менее 5 дворов. Впоследствии, до конца XIX века, деревня встречается в труде профессора А. Н. Козловского 1867 года, согласно которому глубина колодцев в деревне составляла 25—40 саженей (52—85 м), вода в которых была горькая или солёная и «кроме неё другой воды нет» и на трехверстовой карте Шуберта 1865—1876 года, на которой в Точкарлы числилось 5 дворов. Сохранился также документ о выдаче ссуды неким Кржижевским, Бош, Куну и др. под залог имения при деревнях Тураш и разоренных Каясты и Токчарлы от 1890 года.
Земская реформа 1890-х годов в Евпаторийском уезде прошла после 1892 года, в результате Токчарлы приписали к Агайской волости.
По «…Памятной книжке Таврической губернии на 1900 год» в деревне числилось 50 жителей в 2 дворах. По Статистическому справочнику Таврической губернии. Ч.II-я. Статистический очерк, выпуск пятый Евпаторийский уезд, 1915 год, в деревне Токчарлы Агайской волости Евпаторийского уезда числилось 5 дворов со смешанным населением (4 двора с землёй, 1 — безземельный) в количестве 32 человек приписных жителей и 5 — «посторонних», из которых 18 мужчин и 19 женщин. Жители владели 1060 десятинами удобной земли. В хозяйствах имелось 63 лошади, 38 волов, 16 коров и 600 голов мелкого скота. Согласно списку 1915 года «…русских подданных из австрийских, венгерских или германских выходцев» землевладельцев, опубликованном в газете «Таврические губернские ведомости» в апреле 1915 года, при деревне Токчарлы значился Зеель Август Вильгельмов, имевший 310 десятин земли.

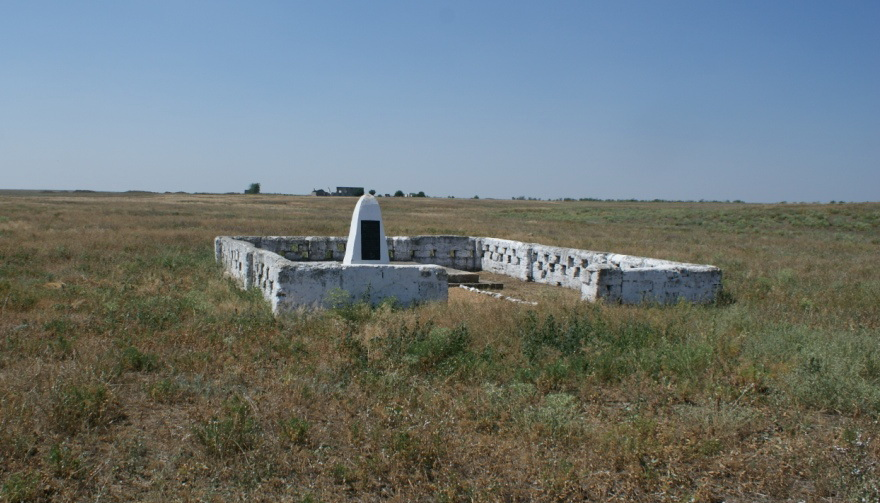
Братская могила жертв фашизма на месте с. Ток-Чарлы

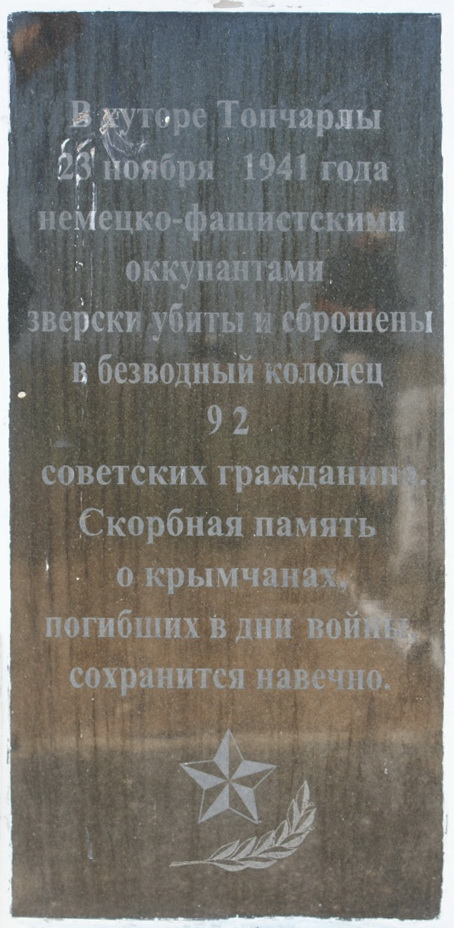
Мемориальная табличка

После установления в Крыму Советской власти, по постановлению Крымревкома от 8 января 1921 года № 206 «Об изменении административных границ» была упразднена волостная система и село вошло в состав Бакальского района Евпаторийского уезда, а в 1922 году уезды получили название округов. 11 октября 1923 года, согласно постановлению ВЦИК, в административное деление Крымской АССР были внесены изменения, в результате которых округа были отменены, Бакальский район упразднён и село вошло в состав Евпаторийского района. Согласно Списку населённых пунктов Крымской АССР по Всесоюзной переписи 17 декабря 1926 года, в совхозе Ток-Чарлы, Джелалского сельсовета Евпаторийского района, числилось 17 дворов, из них 16 крестьянских, население составляло 57 человек, из них 43 русских, 11 немцев, 3 записаны в графе «прочие». Видимо, село понемногу опустело: Ток-Чарлы ещё обозначены на карте 1931 года и на километровке 1941 года.
23 ноября 1941 года немецко-фашистские оккупанты двумя партиями пригнали в Топчарлы 92-х жителей-евреев села Перецфельд (Зимино), в основном женщин, стариков и детей. Здесь людей расстреляли и тела сбросили в степной колодец. Над бывшим колодцем, после освобождения Крыма, был установлен памятник, сейчас — историко-культурный памятник регионального значения На двухкилометровке РККА 1942 года на месте села незначительное поселение (хутор) и в дальнейшем в доступных исторических документах не встречается.